# 雲峰寺

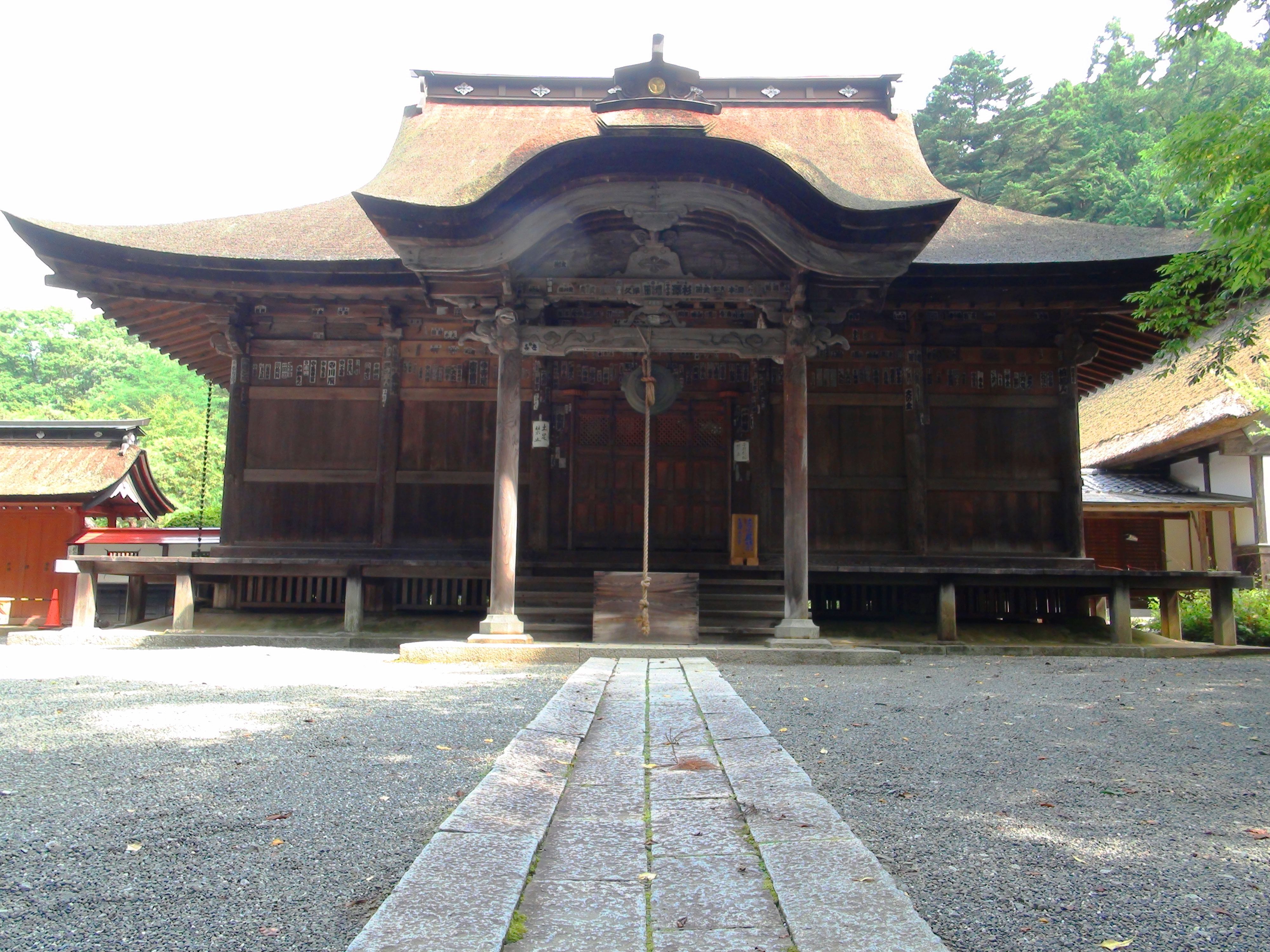
雲峰寺本堂(重要文化财)

雲峰寺 (うんぽうじ)，是位於山梨县甲州市鹽山上荻原的寺院。隸屬於临济宗，以十一面觀音像(裂石观音)為本尊。山號是裂石山(さけいしざん)。

## 历史
座立於甲府盆地东部笛吹川支流重川上游，青梅街道往大菩薩峠方向的登山道沿途。源起於天平 (聖武天皇)17年(745年)，行基以在巨石斷裂後一夜生成之萩木所雕塑成十一面觀音，作為開山傳說。
室町時代惠林寺住寺絶海中津使用募捐款項對觀音堂，具有改作临济宗寺廟的修缮考慮。在战国时期，甲府的甲斐守護武田氏以此地為本部，及武田氏一族祈祷場所。天文年間一度烧毁，但在武田信虎和武田晴信 (信玄)支持下得以重建。永祿元年(1558年)9月25日，武田信玄於住持書室祈求武運長久。本寺在武田勝賴等一族於天目山之戰滅亡時，亦收藏有武田氏家寶「日之丸御旗」、「孫子之旗」、「諏訪神號旗」及「馬標旗」等，現於寺內寶物殿保存。

## 伽蓝
昭和24年(1949年)獲指定为重要文化财。包括以下：
- 本堂
- 库里
- 书院
- 仁王門

## 交通
从盐山站乘坐巴士到大菩萨登山口，在最后一站下车，步行 5 分钟。

## 外部連結
- 雲峰寺 （页面存档备份，存于）